# Comuna Comana, Giurgiu
Comana este o comună în județul Giurgiu, Muntenia, România, formată din satele Budeni, Comana (reședința), Falaștoaca, Grădiștea și Vlad Țepeș.

## Așezare
Comuna se află în estul județului, la limita cu județul Ilfov, pe malul drept al Argeșului, acolo unde el primește apele Neajlovului, care la rândul său primește pe teritoriul său apele afluentului Gurbanu. Este străbătută de șoseaua națională DN5A, care o leagă Adunații-Copăceni (și DN5) de Hotarele (și DN41). Lângă Falaștoaca, acest drum se intersectează și începe un traseu comun cu șoseaua județeană DJ411, care duce spre est în județul Călărași la Radovanu și Chirnogi (unde se termină în DN41); și spre vest la Călugăreni (unde se intersectează cu DN5), Singureni, Bulbucata, Iepurești (unde se intersectează cu DN6) și Clejani (unde se termină în DN61). La Comana, din DJ411 se ramifică șoseaua județeană DJ603, care duce spre vest la Mihai Bravu, Călugăreni (unde se intersectează cu DN5), Stoenești, Schitu (unde se intersectează cu DN5B) și Ghimpați (unde se termină în DN6). Tot în zona Falaștoaca, DN5A se intersectează cu șoseaua județeană DJ412, care duce spre sud la Prundu și spre nord la Colibași și Vărăști.
Prin comună trece și calea ferată București-Giurgiu, pe care este deservită de stațiile Grădiștea și Comana și de halta de călători Vlad Țepeș.
Pe teritoriul comunei se găsește Parcul Natural Comana, care este format din trei păduri: Călugăreni- Fântânele, Oloaga - Grădinari, Padina Tătarului, ce acoperă aproximativ 500 de hectare. Pădurea este dominată de tei, alături de care cresc arțarul, jugastrul, stejarul și frasinul. Speciile protejate din această rezervație sunt lăcrămioarele, ghimpele și bujorul de pădure.

## Demografie
Componența etnică a comunei Comana
     Români (83,86%)
     Romi (8,41%)
     Alte etnii (7,73%)
Componența confesională a comunei Comana
     Ortodocși (91,38%)
     Alte religii (0,6%)
     Necunoscută (8,02%)
Conform recensământului efectuat în 2021, populația comunei Comana se ridică la 6.531 de locuitori, în scădere față de recensământul anterior din 2011, când fuseseră înregistrați 7.222 de locuitori. Majoritatea locuitorilor sunt români (83,86%), cu o minoritate de romi (8,41%). Din punct de vedere confesional, majoritatea locuitorilor sunt ortodocși (91,38%), iar pentru 8,02% nu se cunoaște apartenența confesională.

## Politică și administrație
Comuna Comana este administrată de un primar și un consiliu local compus din 15 consilieri. Primarul, Aurel Florian Enache[*], de la Partidul Social Democrat, este în funcție din 2008. Începând cu alegerile locale din 2024, consiliul local are următoarea componență pe partide politice:
|  | Partid                    | Consilieri | Componența Consiliului | Componența Consiliului | Componența Consiliului | Componența Consiliului | Componența Consiliului | Componența Consiliului | Componența Consiliului | Componența Consiliului | Componența Consiliului | Componența Consiliului | Componența Consiliului |
|  | ------------------------- | ---------- | ---------------------- | ---------------------- | ---------------------- | ---------------------- | ---------------------- | ---------------------- | ---------------------- | ---------------------- | ---------------------- | ---------------------- | ---------------------- |
|  | Partidul Social Democrat  | 11         |                        |                        |                        |                        |                        |                        |                        |                        |                        |                        |                        |
|  | Partidul Național Liberal | 4          |                        |                        |                        |                        |                        |                        |                        |                        |                        |                        |                        |

## Istorie
La sfârșitul secolului al XIX-lea, comuna făcea parte din plasa Câlniștea a județului Vlașca, și era formată din satele Budeni-Comana, Falaștoaca și Vlad Țepeș, având în total 2574 de locuitori. Existau în comună o moară cu aburi, o fabrică de vinars, patru biserici și două școli — una cu 34 de elevi (dintre care 12 fete) la Comana, și una cu 40 de elevi (dintre care 6 fete) la Falaștoaca. La acea vreme, pe teritoriul actual al comunei mai funcționa în aceeași plasă și comuna Grădiștea, cu satele Grădiștea de Jos și Grădiștea de Sus, având o populație de 1064 de locuitori, o biserică zidită în 1658 de Bunea Grădișteanu și o școală mixtă cu 31 de elevi.
Anuarul Socec din 1925 consemnează cele două comune în plasa Călugăreni a aceluiași județ; comuna Comana era reședința plășii și avea 7603 locuitori în aceleași sate, iar comuna Grădiștea avea 1371 de locuitori în unicul sat Grădiștea. În 1931, satul Vlad Țepeș s-a separat pentru a forma o comună de sine stătătoare, iar satul Falaștoaca a trecut la comuna Grădiștea.
În 1950, comunele au fost transferate raionului Vidra și apoi (după 1952) raionului Giurgiu din regiunea București. În 1968, comunele au trecut la județul Ilfov, comunele Vlad Țepeș și Grădiștea fiind desființate și satele lor trecând la comuna Comana. În 1981, o reorganizare administrativă regională a dus la transferarea comunei la județul Giurgiu.

## Monumente istorice

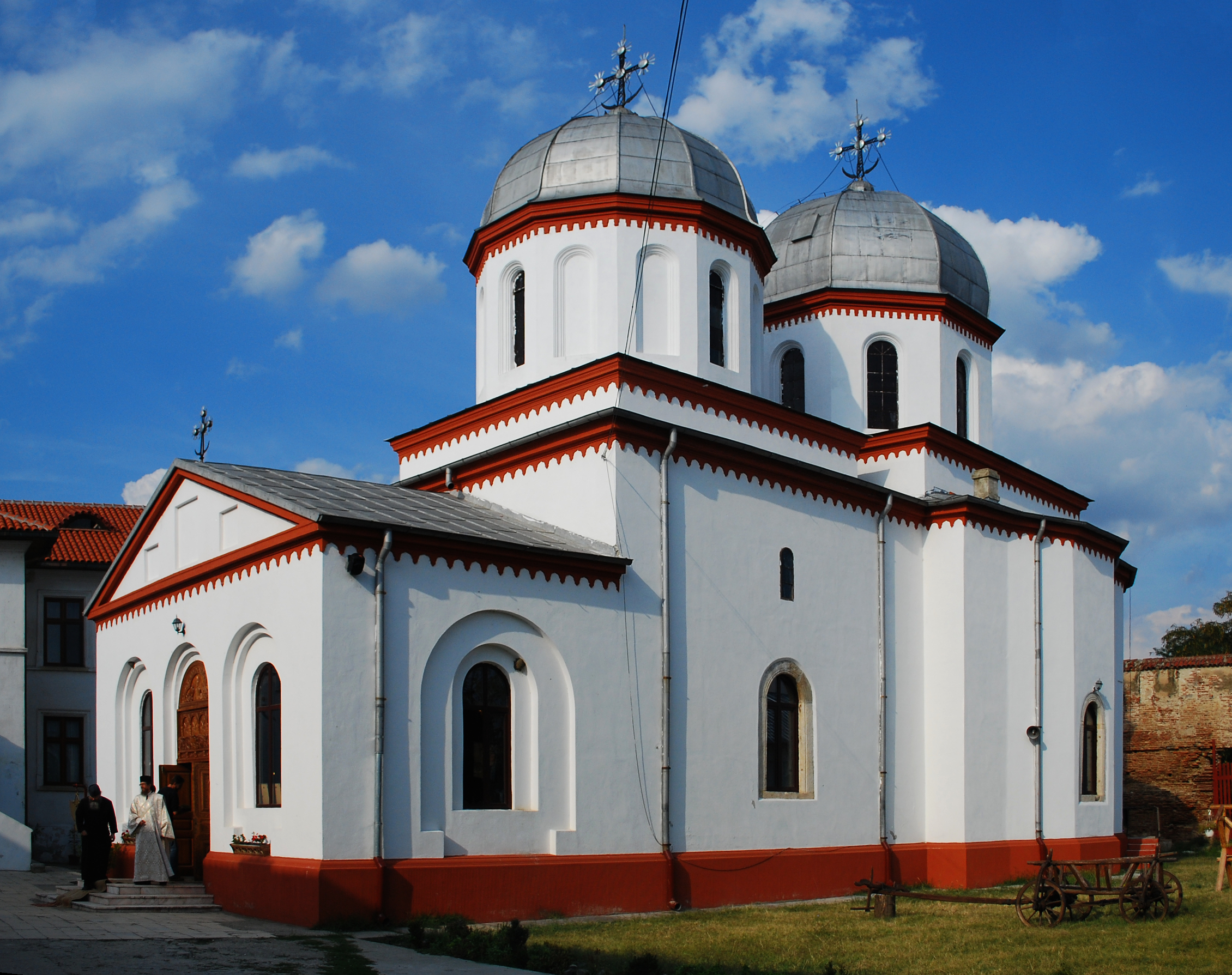
Biserica „Sfântul Nicolae” a mănăstirii Comana, monument istoric

În comuna Comana se află două monumente istorice de arhitectură de interes național: biserica „Adormirea Maicii Domnului” (1657) din satul Grădiștea; și mănăstirea Comana (secolele al XVII-lea–al XVIII-lea), ansamblu ce cuprinde biserica „Sfântul Nicolae”, casa domnească, chiliile, turnul-clopotniță, zidul de incintă și mausoleul eroilor din Primul Război Mondial (ridicat în 1932).
În rest, alte noua obiective din comună sunt incluse în lista monumentelor istorice din județul Giurgiu ca monumente de interes local. Șase dintre ele sunt situri arheologice: situl de la „Dealul Morții” cu așezări din Epoca Bronzului Timpuriu (cultura Glina) și neolitic (cultura Boian); așezarea neolitică de la „Valea lui Moș Ion”, aparținând aceleiași culturi; situl de la „Puțul Popii”, cu o așezare similară și încă una aparținând culturii Tei din Epoca Bronzului; așezarea neolitică (cultura Boian) de la „Valea Goii”, toate patru în zona satului Comana; situl de la „Dealul Oltenilor”; și situl de la „Buturugile”, ambele din zona satului Vlad Țepeș.
Celelalte trei obiective sunt clasificate ca monumente de arhitectură — conacul Mihail Kogălniceanu (sfârșitul secolului al XIX-lea), ulterior Emil Grădișteanu; biserica „Adormirea Maicii Domnului” (1882), ambele din satul Budeni; și conacul Grădișteanu (începutul secolului al XX-lea), astăzi unitate SRI.